# Mirandilla
Mirandilla è un comune spagnolo di 1 339 abitanti situato nella comunità autonoma dell'Estremadura.